# 내나라 여행박람회
내나라여행박람회는 2004년부터 대한민국 유일의 전국 지자체가 참여하는 국내 최대규모 여행전문 박람회로 전국 방방곡곡의 여행 정보와 상품 등을 한눈에 파악하고 각 지역을 대표하는 여행지 및 혜택을 즐길 수 있는 종합 전시회다. 문화체육관광부가 주최하고 한국관광협회중앙회가 주관을, 행정안전부, 환경부, 농림축산식품부, 해양수산부, 산림청, 문화재청, 서울특별시, 한국관광공사, 한국철도공사, 한국방문위원회가 후원한다. 국내 지방자치단체, 여행사, 휴양지 운영업체, 그 밖의 여행 관련 업체들이 참가한다.

## 개요
일부 국민들에 의해 일어나는 해외여행의 수요를 국내여행으로 전환시키고 우리 문화와 관광에 대한 새로운 인식을 심어주고 국내 여행 소비자와 공급자간의 상호 및 지방 관광의 활성화 목적으로 개최되었다. 또한 국내여행을 통해 이미 가봤거나 아직 가보지 못한 여행지 등을 소개 및 추천하는 장을 가지게 되며 그를 통해 국내여행의 활성화와 우리 관광문화에 대한 소중함을 느끼게 하는 행사이다.

## 전시품목
● 전국 17개 시·도 광역시 및 기초자치단체
● 한국관광공사 등 관광정책관, 여행 트렌드를 제시하는 주제관
● 유관기관, 여행사, 테마파크, 리조트, 언론매체, 여행도서, 렌터카, 선박 등
● 각 지방자치단체에 추천으로 나온 지역 특산물 업체, 여행관련 물품, 기념품, 특산물 등 판매업체

## 참가 지방자치단체
광역시
- 광주광역시
- 대구광역시
- 대전광역시
- 부산광역시
- 울산광역시
- 인천광역시

도(道)
- 경기도
- 강원도
- 충청북도
- 충청남도
- 전라북도
- 전라남도
- 경상북도
- 경상남도
- 제주특별자치도